# Atletica leggera ai Giochi della II Olimpiade - Salto triplo
La gara del salto triplo dei Giochi della II Olimpiade si tenne domenica 16 luglio 1900 a Parigi.

## L'eccellenza mondiale
I migliori specialisti sono gli irlandesi: Pat Leahy (14,935 metri il 24 giugno) e Peter O'Connor (14,650 m) su tutti. Leahy è presente, invece O'Connor non ha lasciato la terra natale. 

## Risultati

### Finale
Negli Stati Uniti la specialità è ancora scarsamente praticata. Gli americani si iscrivono in puro spirito dilettantistico.

Si ripresenta il campione in carica, James Connolly, ormai trentaduenne. Si migliora di 28 cm rispetto a quattro anni prima. Ma sulla sua strada trova il connazionale Meyer Prinstein, uno specialista del salto in lungo. Prinstein, furioso per aver lasciato campo libero il giorno prima al rivale Alvin Kraenzlein nella finale della sua specialità, trova la gloria nel salto triplo conquistando l'alloro con il nuovo record olimpico.
| Pos.    | Nazione     | Atleta            | Età | Misura  |
| ------- | ----------- | ----------------- | --- | ------- |
| Oro     | Stati Uniti | Meyer Prinstein   | 22  | 14,47 m |
| Argento | Stati Uniti | James Connolly    | 32  | 13,97 m |
| Bronzo  | Stati Uniti | Lewis Sheldon     | 26  | 13,64 m |
| 4       | Regno Unito | Pat Leahy         | 23  | n/d     |
| 5       | Francia     | Albert Delannoy   | 19  | n/d     |
| 6       | Francia     | Alexandre Tuffèri | 24  | n/d     |
| 7-13    | Stati Uniti | Daniel Horton     | 21  | n/d     |
| 7-13    | Stati Uniti | Frank Jarvis      | 22  | n/d     |
| 7-13    | Ungheria    | Pál Koppán        | 22  | n/d     |
| 7-13    | Svezia      | Eric Lemming      | 20  | n/d     |
| 7-13    | Stati Uniti | John McLean       | 22  | n/d     |
| 7-13    | Svezia      | Karl Staaf        | 19  | n/d     |
| 7-13    | Germania    | Waldemar Steffen  | 28  | n/d     |